# 피에트라데푸시
피에트라데푸시(이탈리아어: Pietradefusi)는 이탈리아 캄파니아주 아벨리노도의 코무네다.